# Осиновичи (Псковский район)
Осино́вичи — деревня в Карамышевской волости Псковского района Псковской области России.
Расположена на реке Олешенка в 12 км к юго-востоку от села Карамышево и в 43 км к юго-востоку от Пскова.

## История
До 1 января 2010 года деревня была административным центром ныне упразднённой Осиновичской волости.

## Население
| 2001 | 2002 | 2010 |
| ---- | ---- | ---- |
| 24   | ↘21  | ↘12  |